# Tadeusz Ereciński
Tadeusz Ereciński (ur. 16 września 1946 w Łodzi) – polski prawnik i socjolog, profesor nauk prawnych, profesor zwyczajny Uniwersytetu Warszawskiego, sędzia, w latach 1996–2016 prezes Sądu Najwyższego kierujący Izbą Cywilną.

## Życiorys
Absolwent IX Liceum Ogólnokształcącego w Gdańsku. W 1968 ukończył studia prawnicze na Wydziale Prawa Uniwersytetu Warszawskiego. W 1971 uzyskał magisterium z socjologii na UW. Od 1 października 1968 pracował jako asystent w Zakładzie Postępowania Cywilnego na Wydziale Prawa Uniwersytetu Warszawskiego. Odbył pozaetatową aplikację sądową w Sądzie Wojewódzkim dla m.st. Warszawy. W 1972 zdał egzamin sędziowski.
W 1974 uzyskał stopień doktora nauk prawnych (za rozprawę doktorską pt. Sądowe dochodzenie roszczeń z tytułu obowiązkowych ubezpieczeń samochodowych otrzymał drugą nagrodę w konkursie „Państwa i Prawa”). Od tego samego roku zatrudniony na stanowisku adiunkta w Instytucie Prawa Cywilnego Uniwersytetu Warszawskiego. W 1981 uzyskał stopień doktora habilitowanego w specjalności postępowania cywilnego (za pracę habilitacyjną Prawo obce w sądowym postępowaniu cywilnym otrzymał pierwszą nagrodę w konkursie „Państwa i Prawa”), po czym został powołany na stanowisko docenta. W latach 1987–1990 pełnił funkcję prodziekana Wydziału Prawa i Administracji. W latach 1985–1990 był wykładowcą postępowania cywilnego i prawa międzynarodowego prywatnego na Katolickim Uniwersytecie Lubelskim. Od 1990 objął stanowisko profesora nadzwyczajnego Uniwersytetu Warszawskiego. W 1991 otrzymał tytuł naukowy profesora nauk prawnych, a w 1997 nominację na profesora zwyczajnego UW. W 1997 został kierownikiem Zakładu Postępowania Cywilnego na WPiA (przekształconego później w Katedrę Postępowania Cywilnego).
W 1990 powołany na sędziego Sądu Najwyższego w Izbie Cywilnej. 21 listopada 1996 został prezesem Sądu Najwyższego kierującym pracami Izby Cywilnej. Zakończył urzędowanie w sierpniu 2016, przechodząc następnie w stan spoczynku.
Został członkiem Stowarzyszenia Naukowego Collegium Invisibile i rady naukowej Instytutu Wymiaru Sprawiedliwości, a w 1991 redaktorem naczelnym miesięcznika „Przegląd Sądowy”. W 1990 powołano go w skład Komisji ds. Reformy Prawa Cywilnego przy ministrze sprawiedliwości, a w 1997 na wiceprzewodniczącego Komisji Kodyfikacyjnej Prawa Cywilnego. W 1997 powołany na eksperta Rady Europy, w 1999 w skład Komitetu Nauk Prawnych Polskiej Akademii Nauk, a w 2002 w skład Europejskiej Komisji ds. Wymiaru Sprawiedliwości. Wchodził również w skład rady naukowej Spółdzielczego Instytutu Naukowego, spółki jawnej powiązanej z systemem polskich spółdzielczych kas oszczędnościowo-kredytowych (SKOK).
Dorobek naukowy Tadeusza Erecińskiego obejmuje około 120 publikacji z zakresu postępowania cywilnego, organizacji wymiaru sprawiedliwości i socjologii prawa (książek, rozpraw, artykułów i części prac zbiorowych oraz glos). Autor lub współautor m.in. publikacji: Apelacja i kasacja w procesie cywilnym (1996), Komentarz do Kodeksu Postępowania Cywilnego (cz. I i II, I wyd. 1997 i 1998), Międzynarodowe Postępowanie Cywilne (2000), Komentarz do prawa o ustroju sądów powszechnych i ustawy o Krajowej Radzie Sądownictwa (2002).
W 2012, za wybitne osiągnięcia w pracy naukowo-badawczej i działalności dydaktycznej, za zasługi na rzecz rozwoju nauki, prezydent Bronisław Komorowski odznaczył go Krzyżem Kawalerskim Orderu Odrodzenia Polski.